# La Cofradía, Chilchota
La Cofradía är en ort i Mexiko.   Den ligger i kommunen Chilchota och delstaten Michoacán de Ocampo, i den centrala delen av landet, 300 km väster om huvudstaden Mexico City. La Cofradía ligger 1 736 meter över havet och antalet invånare är 357.
Terrängen runt La Cofradía är huvudsakligen kuperad, men den allra närmaste omgivningen är platt. Runt La Cofradía är det ganska tätbefolkat, med 116 invånare per kvadratkilometer. Närmaste större samhälle är Zamora, 18,5 km nordväst om La Cofradía. Trakten runt La Cofradía består till största delen av jordbruksmark.